# 东方镇
东方镇，是中华人民共和国浙江省丽水市缙云县下辖的一个乡镇级行政单位。

## 行政区划
东方镇下辖以下12个行政村：
马石桥村、周升塘村、岱石村、东方村、辽山村、长兰村、新深渡村、四方村、胪膛村、靖岳村、横塘岸村和前金村。

## 人口规模
2020年东方镇户籍人口数2.51万人，常住人口2.02万人。